# Lucinda Anino dos Santos
Lucinda Anino dos Santos, (Lagos, 21 de Fevereiro de 1891 - Lagos, 10 de Julho de 1967), foi uma benemérita portuguesa.

## Biografia

### Primeiros anos e família
Nasceu na cidade de Lagos, em 21 de Fevereiro de 1891, filha de José dos Santos e de Miquelina da Assunção.

### Obra social
Em 20 de Fevereiro de 1931, fundou o Patronato de Nossa Senhora do Carmo, em conjunto com Cesaltina Roque. Esta organização estava sediada no Convento das Carmelitas Descalças, e prestava educação e alimentação a jovens desfavorecidas, com o apoio da Juventude Católica Feminina e do Bispado de Faro. Em 1933, Cesaltina Roque voltou a Lisboa, deixando Lucinda dos Santos sozinha na gestão do Patronato. Durante o seu mandato, esta instituição afirmou-se como uma das mais importantes em termos culturais e educativos na cidade de Lagos.

### Falecimento
Faleceu em Lagos, no dia 10 de Julho de 1967.

## Homenagens
Em 1982, o patronato alterou a sua denominação para Centro de Assistência Social Lucinda Anino dos Santos, em homenagem à sua fundadora.
Em 18 de Fevereiro de 1987, a Câmara Municipal de Lagos atribuiu o seu nome a uma rua da Freguesia de São Sebastião, no Concelho de Lagos.